# Azerbajdzjans ytterpunkter

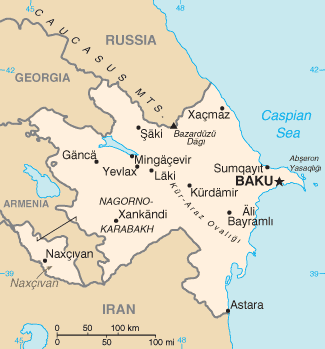
Karta över Azerbajdzjan

Detta är en lista över Azerbajdzjans ytterpunkter, alltså de platser på land som ligger längst norrut, söderut, österut och västerut, samt högst och lägst, i Azerbajdzjan.

## Latitud och longitud
- Nordligaste punkt: Kachmaz (41°54′N 46°25′Ö / 41.900°N 46.417°Ö)
- Sydligaste punkt: Astara (38°24′N 48°39′Ö / 38.400°N 48.650°Ö)
- Västligaste punkt: Sadarak (39°42′N 44°46′Ö / 39.700°N 44.767°Ö)
- Östligaste punkt: Djilov, Baku (40°18′N 50°33′Ö / 40.300°N 50.550°Ö)

## Höjd
- Högsta punkt: Bazardüzü, 4 466 meter
- Lägsta punkt: Kaspiska havet, 28 meter under havsnivå